# Max Salminen
Max Salminen, född 22 september 1988 i Lund, är en svensk seglare.
Salminen har vunnit OS-guld och många VM- och EM-titlar. OS-guldet vann Salminen i starbåt tillsammans med Fredrik Lööf i de olympiska seglingstävlingarna 2012 i London. Laget tog även silver i starbåt i EM 2012 och vann året efter priset som Årets Lag vid Idrottsgalan .
Efter OS 2012 bytte Salminen till den olympiska båtklassen finnjolle. Under de olympiska sommarspelen 2016 i Rio de Janeiro kom Salminen på sjätte plats.
År 2017 vann Salminen VM-guld, och 2018 vann han ett VM-silver och ett EM-brons. 
År 2021 var Max Salminen en av deltagarna i OS i Tokyo. Han utsågs till en av Sveriges två fanbärare vid invigningen, detta tillsammans med fälttävlansryttaren Sara Algotsson Ostholt. OS i Tokyo blev hans sista OS-deltagande i finnjolle eftersom klassen kommer att utgå från och med efterföljande OS.

## Biografi
Salminen började segla optimist i moderklubben SS Pinhättan i Barsebäck, där han vuxit upp.
Salminen är bosatt i Malmö och har tävlat för KSSS, men har sedan 2013 representerat GKSS.